# Мазепа Марія Омелянівна
Мазепа Марія Омелянівна (6 серпня 1951) — українська журналістка, літератор, громадсько-політична діячка.

## Біографія
Народилася 6 серпня 1951 року в селі Чорногузи Вижницького району Чернівецької області. Закінчила факультет журналістики Львівського державного університету імені Івана Франка. З 1968 року працювала у Вижницькій районній газеті «Радянська Верховина» — нині «Вижницькі обрії». Обиралася першим секретарем Вижницького райкому Соціалістичної партії України.

## Творчі набутки
Редактор багатьох видань місцевих авторів — Михайла Іванюка, Наталії Черкач, Івана Грушковського. Її нариси друкувались у книгах: «З аудиторії — за колючі дроти» (упорядники С. Далавурак, В. Фольварочний), «Вклонись людино, світлій правді!» (автор П. Мензак), колективному збірнику літературних творів членів СПУ Буковини «На крилах духовності». У 2004 році вийшла друком її книга нарисів про репресованих району «Мамі наснилося жито». Підготувала до друку книгу з історії газети «Вижницькі обрії».

## Відзнаки
- Член Національної спілки журналістів України.
- Лауреат Літературної премії імені Дмитра Загула.